# Saba (Brunei)
Saba (malaiisch Mukim Saba) ist ein Mukim (Subdistrikt) des Daerah Brunei-Muara in Brunei. Saba hat 1.000 Einwohner (Stand: Zensus 2016).

## Geographie
Der Mukim ist eine der sechs Siedlungen des Kampong Ayer (Wasserdorf) und einer der kleinsten Mukim in Brunei. Er erstreckt sich auf dem Wasser des Brunei-Flusses und gehört zum Hauptstadtbezirk von Bandar Seri Begawan. Er grenzt an Kianggeh im Norden und Osten, Sungai Kebun im Süden und Peramu im Westen.

## Verwaltungsgliederung
Der Mukim wird unterteilt in Dörfer (Kampong):
- Kampong Saba Laut
- Kampong Saba Darat A
- Kampong Saba Darat B
- Kampong Saba Ujong
- Kampong Saba Tengah